# ジャン＝リュック・ゴダール出演作品一覧
ジャン＝リュック・ゴダール出演作品一覧は、フランス・スイスの映画監督ジャン＝リュック・ゴダールが出演した作品の一覧である。

## フィルモグラフィー

### 1950年代
- 『ル・カドリーユ』 Le quadrille 、監督ジャック・リヴェット、短篇、1950年 - 主演
- 『紹介、またはシャルロットとステーキ』 Présentation ou Charlotte et son steak 、監督エリック・ロメール、1951年 - 1960年 - ヴァルテール役
- 『コンクリート作業』 Opération ‘Béton’ 、監督ジャン＝リュック・ゴダール、短篇、1954年 - ナレーション
- 『王手飛車取り』 Le coup du berger 、監督ジャック・リヴェット、1956年 - パーティの客役
- 『獅子座』 Le signe du lion 、監督エリック・ロメール、1959年 - 音楽マニア役
- 『シャルロットとジュール』 Charlotte et son Jules 、監督ジャン＝リュック・ゴダール、短篇、1958年 - ジャン（の声）役
- 『水の話』 Une histoire d’eau 、監督フランソワ・トリュフォー / ジャン＝リュック・ゴダール、短篇、1958年 - ナレーション
- 『パリはわれらのもの』 Paris nous appartient 、監督ジャック・リヴェット、1958年 - 1960年 - 「テラスの男」役
- 『勝手にしやがれ』 À bout de souffle 、監督ジャン＝リュック・ゴダール、1959年 - 密告者役

### 1960年代
- 『小さな兵隊』 Le Petit soldat 、監督ジャン＝リュック・ゴダール、1960年
- 『プティ・ジュール』 Petit jour 、監督ジャッキー・ピエール、1960年
- 『マクドナルド橋のフィアンセ』 Les fiancés du pont Mac Donald ou (Méfiez-vous des lunettes noires) 、監督アニエス・ヴァルダ、1961年 - 黒眼鏡の男役
- 『瞳のなかの太陽』 Le soleil dans l’oeil 、監督ジャック・ブルドン、1962年
- 『5時から7時までのクレオ』 Cléo de 5 à 7 、1962年 - 黒眼鏡の男役 / サイレント映画の役者役
- 『女と男のいる舗道』 Vivre sa vie: Film en douze tableaux 、監督ジャン＝リュック・ゴダール、1962年 - ポーを読む恋人（の声）役
- Cinépanorama - Episode dated 19 January 1963 、テレビ映画シリーズの一篇、1963年 - 本人として
- 『シエラザード』 Shéhérazade 、監督ピエール・ガスパール＝ユイ、1963年
- 『軽蔑』 Le Mépris 、監督ジャン＝リュック・ゴダール、1963年 - フリッツ・ラングの助監督役
- 『パパラッツィ』 Paparazzi 、監督ジャック・ロジエ、1964年 - 本人として
- Statues 、監督フランソワ・ヴェイエルガンス、1964年 - 語り手 / ナレーター
- 『はなればなれに』 Bande à part 、監督ジャン＝リュック・ゴダール、1964年 - ナレーター役
- 『立派な詐欺師』 Le Grand escroc 、監督ジャン＝リュック・ゴダール、1964年 - フェズの男役 / ナレーション

オムニバス『世界詐欺物語』 Plus belles escroqueries du monde の一篇
- 『恋人のいる時間』 Une femme mariée: Suite de fragments d’un film tourné en 1964 、監督ジャン＝リュック・ゴダール、1964年 - ナレーション
- 『バルドーとゴダール』 Bardot et Godard 、監督ジャック・ロジエ、1964年 - 本人として
- 『禁じられた誘惑』 Tentazioni proibite 、監督オズワルド・チヴィラーニ、1965年 - 本人として
- 『ザ・スパイ』 The Defector 、監督ラウール・レヴィ、1966年 - オルコフスキーの友人役
- 『メイド・イン・USA』 Made in U.S.A. 、監督ジャン＝リュック・ゴダール、1966年 - リシャール・ポリツェール役
- 『彼女について私が知っている二、三の事柄』 2 ou 3 choses que je sais d’elle 、監督ジャン＝リュック・ゴダール、1966年 - ナレーション
- Jean-Luc Godard 、監督ジャン＝ポール・サヴィニャック、1967年 - 本人として
- Civilisation: L’homme et les images 、監督不詳、短篇テレビ映画、1967年 - 本人として
- 『われらの時代のシネアストたち』 Cinéastes de notre temps 、テレビドキュメンタリー映画シリーズ、1964-1967)
  - 『ヌーヴェルヴァーグ自身によるヌーヴェルヴァーグ』 La nouvelle vague par elle-même 、監督アンドレ・S・ラバルト、1964年 - 本人として
  - Jean-Luc Godard ou Le cinéma au défi 、監督ユベール・クナップ、1965年 - 本人として
  - 『恐竜と赤ん坊』 Le dinosaure et le bébé, dialogue en huit parties entre Fritz Lang et Jean-Luc Godard 、監督アンドレ・S・ラバルト、1967年 - 本人として
- Dim Dam Dom - エピソード #1.26、監督不詳、テレビ映画、1967年 - 本人として
- 『カメラ・アイ』 Camera eye 、監督ジャン＝リュック・ゴダール、1967年 - 本人として。オムニバス『ベトナムから遠く離れて』 Loin du Vietnam の一篇
- Two American Audiences: La Chinoise - A Film in the Making 、監督リチャード・リーコック / D・A・ペネベイカー、1968年 - 本人として
- 『ヴォイセズ』 Voices 、監督リシャール・モルドン、1968年 - 本人として
- 『ワン・アメリカン・ムービー』 One A.M. 、監督ジャン＝リュック・ゴダール / D・A・ペネベイカー、1968年 - 1972年 - 本人として
- 『シネガール』 Ciné-girl 、監督フランシス・ルロワ、1969年 - エキストラ役
- 『たのしい知識』 Le Gai savoir 、監督ジャン＝リュック・ゴダール、1968年 - 1969年 - ナレーション
- 『プラウダ (真実)』 Pravda 、監督ジガ・ヴェルトフ集団、1969年 - 本人として
- 『東風』 Le Vent d’est 、監督ジガ・ヴェルトフ集団、1969年

### 1970年代
- 『アメリカのゴダール』 Godard in America 、監督ラルフ・サンハウザー、1970年 - 本人として
- 『ウラジミールとローザ』 Vladimir et Rosa 、監督ジガ・ヴェルトフ集団、1971年 - ヴラディミール・レニーヌ役
- 『ジェーンへの手紙』 Letter to Jane 、監督ジガ・ヴェルトフ集団、1972年 - ナレーション
- Histoire du cinéma français par ceux qui l’ont fait 、監督アルマン・パニジェル、テレビ映画、1974年 - 本人として
- Ne 、監督ジャック・リシャール、1975年
- 『パート2』 Numéro deux 、監督ジャン＝リュック・ゴダール、1975年 - 本人として
- 『ヒア & ゼア こことよそ』 Ici et ailleurs 、監督ジャン＝リュック・ゴダール / アンヌ＝マリー・ミエヴィル、1976年 - ナレーション
- Der kleine Godard an das Kuratorium junger deutscher Film 、監督ヘルムート・コスタール、1978年 - ゲスト

### 1980年代
- Point de rencontre 、監督マニュ・ボンマリアージュ / ミシェル・ファヴァール、テレビ映画、1981年 - 本人として
- 『レポーターズ』 Reporters 、監督レイモン・ドゥパルドン、1981年 - 本人として
- 『フレディ・ビュアシュへの手紙』 Lettre à Freddy Buache 、監督ジャン＝リュック・ゴダール、短編、1981年 - 本人として
- 『「パッション」のためのシナリオ』 Scénario du film ‘Passion’ 、監督ジャン＝リュック・ゴダール、ビデオ映画、1982年 - 本人として / ナレーション
- 『カルメンという名の女』 Prénom Carmen 、監督ジャン＝リュック・ゴダール、1983年 - ジャノ伯父さん
- 『666号室』 Chambre 666 、監督ヴィム・ヴェンダース、テレビ映画、1982年 - 本人として
- Episode dated 11 December 1983 、7 sur 7 の一篇、監督不詳、テレビ映画、1983年 - 本人として
- 『ジャン＝リュック・ゴダール - 見えない、言えない』 Jean-Luc Godard: mal vu, mal dit 、監督ジャン・ドコルト、テレビ映画、1984年 - 本人として
- Cinématon 、監督ジェラール・クーラン、1981年 - 1984年 - 本人として / 106
- 『ゴダール (ブルース)』 Godard (Blues) 、Cinéma cinémas の一篇、監督クロード・ヴァンチュラ、1985年 - 本人として
- Godard plus Godard 、Étoiles et toiles の一篇、監督ジャン・ドゥーシェ、1985年 - 本人として
- 『ソフト&ハード』 Soft and Hard 、監督ジャン＝リュック・ゴダール / アンヌ＝マリー・ミエヴィル、1986年
- 『ウディ・アレン会見』 Meetin' WA 、監督ジャン＝リュック・ゴダール、1986年 - 本人として
- 『右側に気をつけろ』 Soigne ta droite 、監督ジャン＝リュック・ゴダール、1987年 - 白痴王子役
- 『ゴダールのリア王』 King Lear 、監督ジャン＝リュック・ゴダール、1987年 - プラギー教授役
- 『ダルティ報告』 Le Rapport Darty 、監督ジャン＝リュック・ゴダール / アンヌ＝マリー・ミエヴィル、1988年 - 1989年 - 2000歳のロボット・ナタナエル役

### 1990年代
- 『子どもたちはロシア風に遊ぶ』 Les Enfants jouent à la Russie 、監督ジャン＝リュック・ゴダール、1993年 - 白痴ミシュキン伯爵役
- 『たたえられよ、サラエヴォ』 Je vous salue, Sarajevo 、監督ジャン＝リュック・ゴダール、短篇ビデオ映画、1993年 - ナレーション
- Jean-Luc Godard répond aux questions 、監督ロマン・ルヴァロウスキー、テレビ映画、1995年 - 本人として
- Parajanov. Verjin kolazh 、監督ルーベン・ゲヴォルキヤンツ / クリコール・ハメル、1995年 - 本人として
- 『JLG/自画像』 JLG/JLG - autoportrait de décembre 、監督ジャン＝リュック・ゴダール、1995年 - 本人として
- 『フランス映画の2×50年』 Deux fois cinquante ans de cinéma français 、監督ジャン＝リュック・ゴダール / アンヌ＝マリー・ミエヴィル、1995年 - 本人として
- 『ゴダールの映画史』 Histoire(s) du cinéma 、監督ジャン＝リュック・ゴダール、ビデオ映画 - ナレーション
  - 『映画史 映画だけが』 Histoire(s) du cinéma: Seul le cinéma 、1994年 - 1998年
  - 『映画史 命がけの美』 Histoire(s) du cinéma: Fatale beauté 、1994年 - 1998年
  - 『映画史 絶対の貨幣』 Histoire(s) du cinéma: La monnaie de l’absolu 、1995年 - 1998年
  - 『映画史 新たな波』 Histoire(s) du cinéma: Une vague nouvelle 、1995年 - 1998年
  - 『映画史 宇宙のコントロール』 Histoire(s) du cinéma: Le contrôle de l’univers 、1997年 - 1998年
  - 『映画史 徴(しるし)は至る所に』 Histoire(s) du cinéma: Les signes parmi nous 、1988年 - 1998年
- 『わたしたちはみなまたここにいる』 Nous sommes tous encore ici 、監督アンヌ＝マリー・ミエヴィル、1997年 - 喜劇的な男役
- 『オールド・プレイス』 The Old Place 、監督ジャン＝リュック・ゴダール / アンヌ＝マリー・ミエヴィル、1998年 - ナレーション
- 『ベルリン・シネマ』 Berlin-Cinema 、監督サミラ・グロア＝ファデル、1999年 - 声

### 2000年代
- 『そして愛に至る』 Après la réconciliation 、監督アンヌ＝マリー・ミエヴィル、2000年 - ロベール役
- 『単独者レオ』 Léaud l’unique 、監督セルジュ・ル・プロン、テレビ映画、2001年 - 本人として
- 2000 Cinématons 、監督ジェラール・クーラン、テレビ映画、2001年 - 本人として
- Épreuves d’artistes 、監督サミュエル・フォール / ジル・ジャコブ（フランス語版）、2004年 - 本人として
- 『アワーミュージック』 Notre musique 、監督ジャン＝リュック・ゴダール、2004年 - 本人として
- 『アンリ・ラングロワの幽霊』 Le fantôme d’Henri Langlois 、監督ジャック・リシャール、2004年 - 本人として
- The Making of 'Rocky Road to Dublin' 、監督ポール・デュアーヌ、2004年 - 本人として
- 『偽造旅券』 Vrai-faux passeport 、監督ジャン＝リュック・ゴダール、2006年 - ナレーション
- 『リュック・オン・ジャン＝リュック』 Luc on Jean-Luc 、監督リュック・ムレ、2007年 - 本人として
- Morceaux de conversations avec Jean-Luc Godard 、監督アラン・フレシェール、2007年 - 本人として
- Freddy Buache, passeur du 7ème art 、監督ミシェル・ヴァン・ゼーレ、テレビ映画、2008年 - 本人として
- JLG/Pg 、監督パオロ・クレゴーリ、2008年 - 本人として
- Il était une fois... Le mépris 、監督アントワーヌ・ド・ゴールマール、テレビ映画、2009年 - 本人として

## 関連事項
- ジャン＝リュック・ゴダール監督作品一覧